# Futuro (revista de Ediciones Cliper)
Futuro fue una revista de historietas de ciencia ficción, la de mayor calidad que hasta entonces se había publicado en España, editada por Cliper en 1957. Apropiadamente, llevaba el subtítulo de Revista de las rutas del espacio.

## Trayectoria
En origen, Futuro estaba compuesta en su mayoría por material de procedencia extranjera, principalmente británico, además de secciones didácticas y chistes. A partir de su número 13, el material español sustituyó al británico, con lo que la revista perdió calidad.
| Aparición | Números | Título                                       | Autoría                            | Características      |
| --------- | ------- | -------------------------------------------- | ---------------------------------- | -------------------- |
| 1957      | 1       | Don Conquest                                 | Harry Winslade                     | Historieta británica |
| 1957      | 1       | Fantasías                                    | Ricardo Acedo/Ripoll G.            |                      |
| 1957      | 1       | Barrilete y Largiracio, pioneros del espacio | Raf                                | Historieta cómica    |
| 1957      | 1       | Jim Stalwart                                 | Bruce Cornwell                     | Historieta británica |
| 1957      |         | El pequeño mundo                             | Ricardo Acedo/José María Casanovas | Nueva                |
| 1957      |         | Humor sideral                                | Segura                             | Nueva                |
| 1957      |         | Curiosidades estelares                       | Rafael Cortiella                   | Nueva                |
| 1957      |         | Jim Futuro                                   | Rafael Cortiella                   | Nueva                |

"Futuro" tuvo una breve vida, porque el público español prefería series autóctonas de menor calidad como Red Dixon, lo que perjudicaría a la larga el desarrollo del género fantacientífico en el país.
Editores de Tebeos publicó en 2012 un recopilatorio con una selección de las mejores obras bajo el título de Recordando Futuro.